# Moskusbuk
Moskusbuk (Aromia moschata) er en eurasisk art af træbukke-familien. Den har fået sit navn fra den lugt af moskus, som den kan udsondre fra kirtler på brystet. Billen lever på piletræer og er vidt udbredt i det palæarktiske område.

## Udseende
Moskusbukken er en stor (20-34 mm) og slank, kobberfarvet eller metalgrøn træbuk. Antennerne er noget længere end  kroppen hos hannen, lidt kortere end kroppen hos hunnen. De orientalske underarter har sædvanligvis kortere antenner.  Hovedet er fremstrakt og forholdsvis lille. Pronotum (forbrystet) er sekskantet set ovenfra, med to par spidse pukler i midten. Dækvingerne har markerede skuldre og har to mere eller mindre tydelige længderibber på hver vinge. Benene er ganske lange og slanke.

## Levevis
Larverne udvikler sig især i stammer af skadede seljepile og lever på grænsen mellem levende og dødt ved. De findes gerne i tilknytning til sår i barken, for eksempel forårsaget af træbukken Saperda similis. Andre arter kan gøre nytte af moskusbukkelarvernes gnaven, for eksempel kan sommerfuglen pileborer  (Cossus cossus) ofte lægge æg på seljer, som er angrebet. De store larver er eftertragtet føde for spætter. Larveudviklingen tager 3-4 år, og den samme seljepil kan bruges af arten i mange år. Larverne kan nok medvirke til at dræbe seljepile, men da disse som regel er af mindre økonomisk værdi, anses arten ikke som et betydeligt skadedyr. 
De voksne biller kommer frem i juli-august og ses i Danmark oftest på skærmplanternes blomster eller på mjødurt.

## Udbredelse
Den typiske form med det karakteristiske metalliske pronotum er vidt udbredt i Europa, bortset fra det meste af Spanien og det sydlige Italien. I disse områder samt i Nordafrika, Asien og Japan er arten repræsenteret ved underarter med en mere eller mindre rød pronotum.
I Danmark er den mest udbredt på Øerne og i Østjylland. Den findes i Sydnorge og i hele Sverige, hvor Sveriges Entomologiska Förening har udnævnt den til landskabsinsekt for Bohuslän.